# Lophocampa fulvoflava
Lophocampa fulvoflava är en fjärilsart som beskrevs av Walker 1855. Lophocampa fulvoflava ingår i släktet Lophocampa och familjen björnspinnare. Inga underarter finns listade i Catalogue of Life.